# Kribia nana
Kribia nana är en fiskart som först beskrevs av Boulenger, 1901.  Kribia nana ingår i släktet Kribia och familjen Eleotridae. IUCN kategoriserar arten globalt som livskraftig. Inga underarter finns listade i Catalogue of Life.